# قرار مجلس الأمن التابع للأمم المتحدة رقم 1035
قرار مجلس الأمن التابع للأمم المتحدة رقم 1035، الذي تم تبنيه بالإجماع في 21 ديسمبر 1995، بعد التذكير بالقرار 1031 (1995) واتفاق دايتون، أذن المجلس بإنشاء قوة شرطة مدنية تابعة للأمم المتحدة، تعرف باسم قوة الشرطة الدولية لتنفيذ المهام وفقاً للاتفاق. وكانت جزءًا من بعثة الأمم المتحدة في البوسنة والهرسك.
سيتم إنشاء قوة الشرطة الدولية لمدة عام واحد من نقل السلطة من قوة الحماية التابعة للأمم المتحدة إلى قوة التنفيذ المتعددة الجنسيات. وستكون قوة الشرطة والمكتب المدني تحت سلطة الأمين العام بتوجيه من الممثل السامي للبوسنة والهرسك.
وطُلب من الأمين العام تقديم تقارير عن عمل قوة الشرطة الدولية والمكتب المدني كل ثلاثة أشهر.
وسيكون قوام قوة الشرطة الدولية مبدئيا 1721 وفقاً لتقرير الأمين العام بطرس بطرس غالي.

## روابط خارجية
- نص القرار في undocs.org